# Italiens Grand Prix 1992
Italiens Grand Prix 1992 var det trettonde av 16 lopp ingående i formel 1-VM 1992.

## Resultat
1. Ayrton Senna, McLaren-Honda, 10 poäng
2. Martin Brundle, Benetton-Ford, 6
3. Michael Schumacher, Benetton-Ford, 4
4. Gerhard Berger, McLaren-Honda, 3
5. Riccardo Patrese, Williams-Renault, 2
6. Andrea de Cesaris, Tyrrell-Ilmor, 1
7. Michele Alboreto, Footwork-Mugen Honda
8. Pierluigi Martini, BMS Scuderia Italia (Dallara-Ferrari)
9. Ukyo Katayama, Larrousse-Lamborghini (varv 50, transmission)
10. Karl Wendlinger, March-Ilmor
11. JJ Lehto, BMS Scuderia Italia (Dallara-Ferrari) (47, motor)

### Förare som bröt loppet
- Mauricio Gugelmin, Jordan-Yamaha (varv 46, transmission)
- Nigel Mansell, Williams-Renault (41, elsystem)
- Thierry Boutsen, Ligier-Renault (41, gasspjäll)
- Erik Comas, Ligier-Renault (35, snurrade av)
- Gabriele Tarquini, Fondmetal-Ford (30, växellåda)
- Olivier Grouillard, Tyrrell-Ilmor (26, motor)
- Johnny Herbert, Lotus-Ford (18, motor)
- Emanuele Naspetti, March-Ilmor (17, snurrade av)
- Jean Alesi, Ferrari (12, bränslesystem)
- Ivan Capelli, Ferrari (12, snurrade av)
- Gianni Morbidelli, Minardi-Lamborghini (12, motor)
- Bertrand Gachot, Larrousse-Lamborghini (11, motor)
- Mika Häkkinen, Lotus-Ford (5, motor)
- Aguri Suzuki, Footwork-Mugen Honda (2, upphängning)
- Eric van de Poele, Fondmetal-Ford (0, koppling)

### Förare som ej kvalificerade sig
- Christian Fittipaldi, Minardi-Lamborghini
- Stefano Modena, Jordan-Yamaha

## VM-ställning
| Förarmästerskapet 1. Nigel Mansell, Williams-Renault, 98 2. Michael Schumacher, Benetton-Ford, 47 3. Riccardo Patrese, Williams-Renault, 46 Ayrton Senna, McLaren-Honda, 46 | Konstruktörsmästerskapet 1. Williams-Renault, 144 2. Benetton-Ford, 74 3. McLaren-Honda, 73 |